# Kreuzkirche (Magdeburg)
Die Kreuzkirche ist eine evangelische Kirche im Magdeburger Stadtteil Nordwest.

## Geschichte

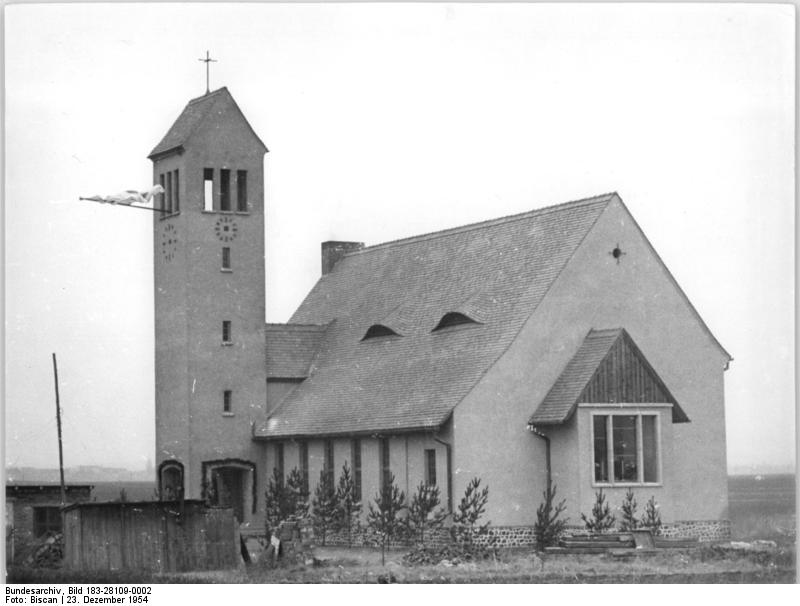
Kirchweihe der Kreuzkirche

Obwohl es schon kurz nach dem Zweiten Weltkrieg eine evangelische Gemeinde im Stadtteil Nordwest gab, musste diese lange ohne Kirchengebäude auskommen. Erst 1953 wurde ein Bauantrag gestellt. 1954 wurde der Rohbau abgenommen, aber erst im Juni 1956 auch für den Gebrauch freigegeben. Das Pfarrhaus wurde später erbaut.

## Bauwerk
Laut Bauantrag stehen in der Kirche 156 Sitzplätze und 50 Plätze im Gemeinderaum zur Verfügung. Die Grundmauern der Kirche wurden aus Trümmersteinen der Magdeburger Petrikirche errichtet. Über dem Eingang der Kirche sieht man eine figürliche Darstellung des Erzengels Michael der Schönebecker Künstlerin Katharina Heise.